# Comastoma irinae
Comastoma irinae är en gentianaväxtart som först beskrevs av M.G. Pachomova, och fick sitt nu gällande namn av S.K. Czerepanov. Comastoma irinae ingår i släktet lappgentianor, och familjen gentianaväxter. Inga underarter finns listade i Catalogue of Life.